# Калейс, Артур
Артур Калейс (латыш. Artūrs Kalējs, 14 июля 1907 — 11 ноября 1999) — советский и латвийский актёр театра и кино. Заслуженный артист Латвийской ССР (1955).

## Биография
Родился 14 июля 1907 года в Лиепае, в семье докера. Учился в средней школе и Лиепайской народной консерватории. Принимал участие в съёмках одного из первых в Латвии рекламных фильмов «Не так уж трудно стать мужчиной» (1927).
Продолжил обучение в Риге. Окончил Латвийские драматические курсы Зелтматиса (1931—1935). Посещал занятия Михаила Чехова в театральной школе Латвийского товарищества актёров (1932).
Один из организаторов и актёров Латвийского драматического ансамбля (1936). Актёр Национального театра (1936—1939), Даугавпилсского театра (1939—1941), Елгавского театра (1941—1953), Валмиерского театра (1953—1958) и Театра Дайлес (с 1958 года).
Был женат на актрисе Валмиерского государственного театра драмы Инге Калее.
Ушёл из жизни 11 ноября 1999 года. Похоронен в Риге на Лесном кладбище.

## Театральные работы
Латвийский драматический ансамбль
- 1936 — «Играй, танцуй» Райниса
- 1936 — «Женский язык» Карло Гольдони

Национальный театр
- 1937 — «Медвежата» Яниса Акуратерса — Димантс
- 1938 — «Невеста кузнеца» Александра Гринса — Роцарниекс
- 1938 — «Луиза Миллер» Фридриха Шиллера — Миллер

Даугавпилсский городской театр
- 1939 — «Ленивая жена» К. Микельсона — Микелис
- 1939 — «Семья антиквария, или Свекровь и невестка» Карло Гольдони — Бригелла
- 1939 — «Блудный сын» Рудольфа Блауманиса — Иньтис
- 1939 — «Jo pliks, jo traks» Яниса Яунсудрабиня — Виллс Витте
- 1940 — «Пигмалион» Бернарда Шоу — Альфред Дуллитл
- 1940 — «Коварство и любовь» Фридриха Шиллера — фон Валтер
- 1941 — «Огонь» Рудольфа Блауманиса — Фришвагарс
- 1941 — «Мать» Карела Чапека — Корнелс

Елгавский театр
- 1942 — «Перед восходом солнца» Герхарта Гауптмана — Штейниц
- 1943 — «Фиеско» Фридриха Шиллера — Хасан
- 1943 — «Злой дух» Рудольфа Блауманиса — Стяжатель
- 1946 — «Островной маяк» Вилиса Лациса — Унгурс
- 1946 — «Васса Железнова» Горького — Прохор Храпов
- 1952 — «Месяц в деревне» Ивана Тургенева — Шпигельский

Валмиерский государственный театр драмы
- 1954 — «Дядя Ваня» Антона Чехова

Театр Дайлес
- 1958 — «Сага о Йёсте Берлинге» Сельмы Лагерлёф — майор
- 1964 — «Оптимистическая трагедия» Всеволода Вишневского — вожак анархистов
- 1966 — «Дом, где разбиваются сердца» Бернарда Шоу — капитан Шатовер
- 1970 — «Индраны» Рудольфа Блауманиса — отец

## Фильмография
- 1957 — Сын рыбака — Крауклис
- 1958 — Повесть о латышском стрелке — Радко-Дмитриев
- 1962 — День без вечера — Мурашка
- 1967 — Генерал Рахимов — эпизод
- 1967 — Когда дождь и ветер стучат в окно — Риекстиньш
- 1970 — Насыпь — эпизод
- 1973 — Шах королеве бриллиантов — Таубе
- 1974 — Верный друг Санчо — генерал-диктатор
- 1975 — Наперекор судьбе — эпизод
- 1976 — Быть лишним — дворник
- 1977 — Подарки по телефону — Менгелис
- 1977 — Будьте моей тёщей! — фельдшер Арвидс
- 1980 — Долгая дорога в дюнах — Фрицис Спуре

## Награды и звания
- орден «Знак Почёта» (03.01.1956)
- Заслуженный артист Латвийской ССР (1955)